# Klasshäst

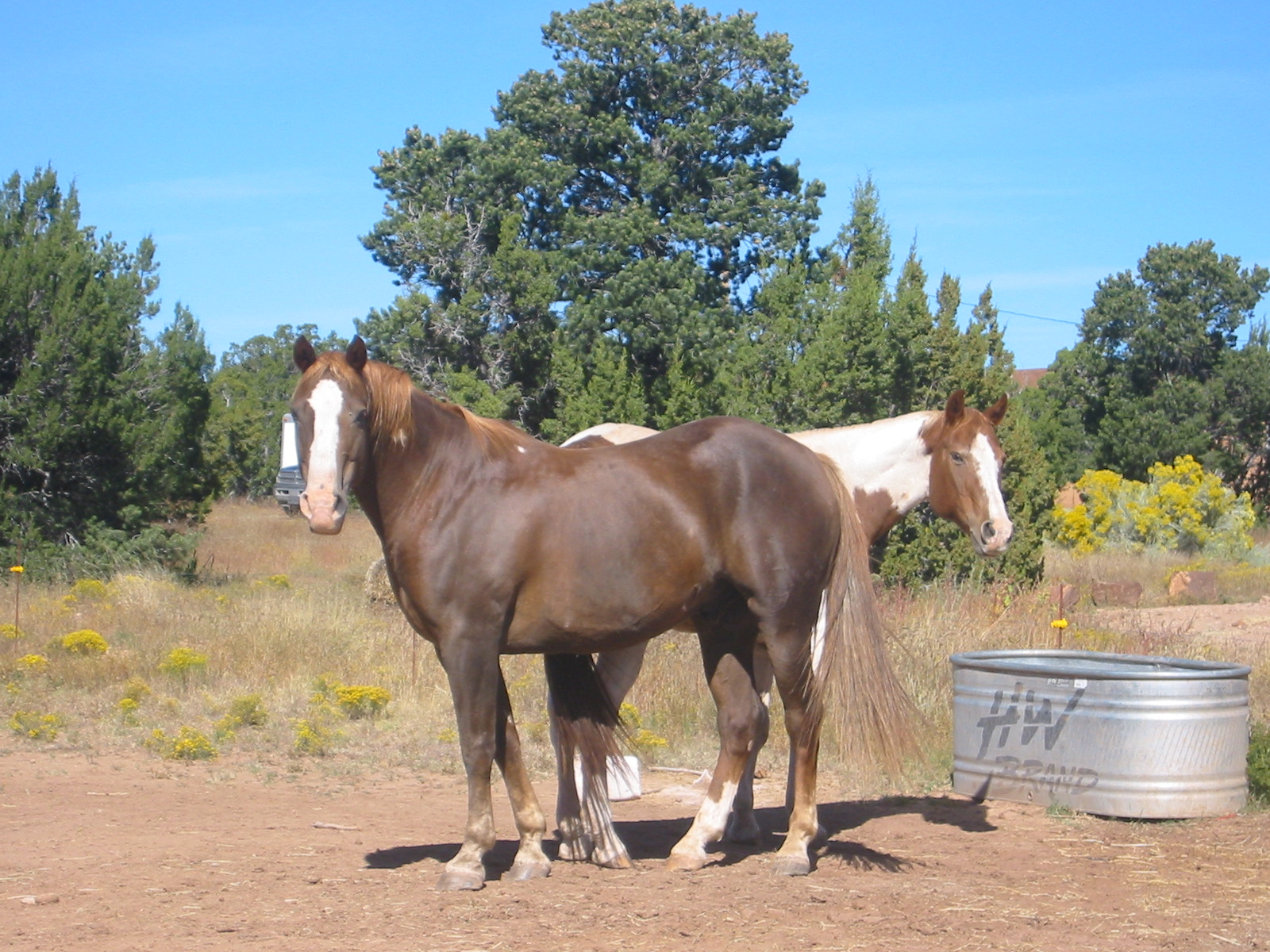
Dessa hästar är oregistrerade Quarter/Paint-korsningar.

Klasshäst är benämningen på en häst vars härkomst är okänd, oidentifierbar eller av väsentligt blandad avel. Detta skiljer sig från renrasiga djur med kända blodlinjer och skiljer sig också från medvetet korsningsdjur som produceras med en avsikt att antingen skapa en ny hästras eller ett djur med egenskaper som medvetet kombinerar styrkorna hos två olika raser. 

## Bakgrund
Många klasshästar är resultatet av oavsiktlig avel, men i vissa fall är de resultatet av en planerad avel av en hingst och ett sto, som själva är av osäkra blodslinjer.
Erfaret hästfolk kan vanligtvis upptäcka en rastyp hos de flesta klasshästar. Vissa hästar av klass kan ha åtminstone delvis känd avel, men kanske inte har registrerats av sin uppfödare, särskilt om avkomman är resultatet av en oavsiktlig parning, eller då den sålts utan papper. Om en häst inte har märkts permanent med brännmärkning, inopererat mikrochip eller läpptatuering, är ett djur som säljs utan papper ofta oidentifierbart efter att det har passerat flera ägare.
En häst som är registrerad är en registrerad i en stambok, med skriftlig dokumentation av sin härstamning. En klasshäst har inga registreringspapper och säljs vanligtvis för betydligt mindre pengar än en registrerad häst. Vissa klasshästar med speciell talang eller bevisat prestationsrekord, kan dock bli värdefulla på sina individuella meriter. Ett exempel på detta var Snowman, en arbetshäst som blev en hoppryttare och så småningom valdes in i United States Show Jumping Hall of Fame.

### Korsningar
En korsningshäst kallas ibland en "klass"-häst, men denna användning är inte helt korrekt: korsningar med känd härstamning och stamtavla på båda sidor är ofta ganska värdefulla för sin blandning av rasegenskaper - vissa till den grad att ett nytt rasregister skapas för dem, och "korsningen" blir så småningom en separat, ny ras.
Populära korsningar som med tiden fick sitt eget rasregister inkluderar den irländska sporthästen (Irish draught / Engelskt fullblod), Quarab (Quarterhäst / Arabiskt fullblod), angloarab (fullblod/arab), tysk ridponny (diverse ponnyraser korsade med diverse sadelhästraser), Arappaloosa (arabisk och appaloosa) och National Show Horse (american saddlebred /arab).